# 에도 도쿄 건물원

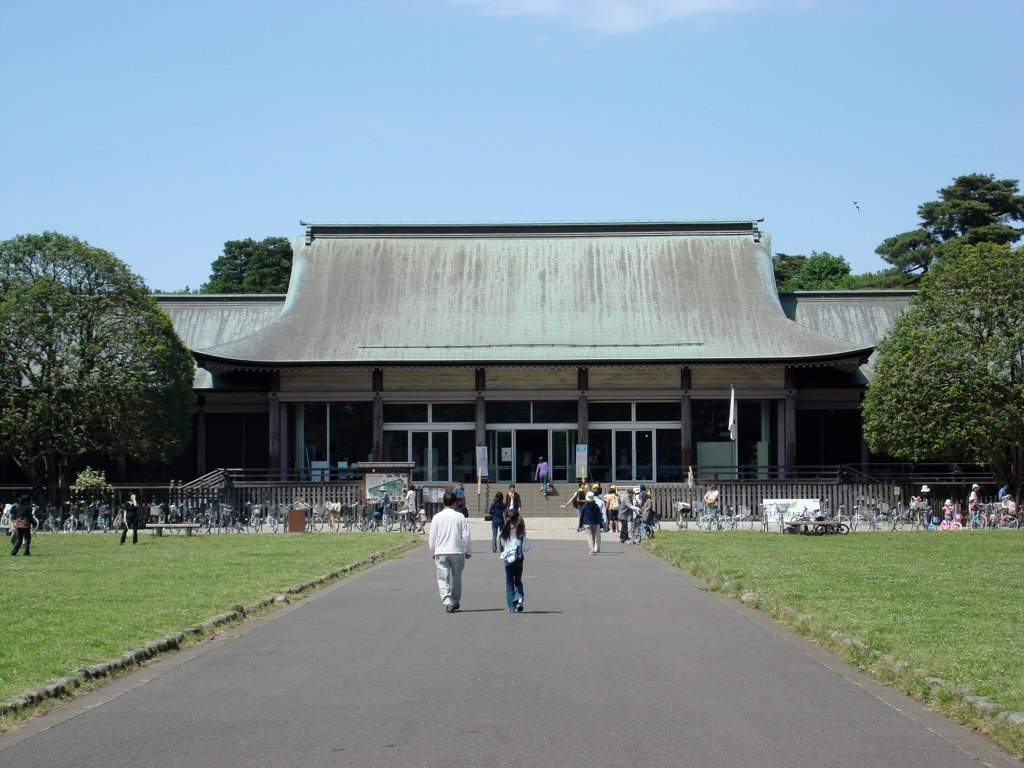
에도 도쿄 건물원

에도 도쿄 건물원(일본어: 江戸東京たてもの園)은 일본 도쿄도 고가네이시에 있는 박물관이다. 에도 시대의 역사적 건축물들을 보존하기 위해 설립한 야외 박물관이다.